# Apszinész
Apszinész (Ἀψίνης, latinosan: Apsines) (3. század) görög államférfi, szónok
Gadarából származott, Maximinus Daia alatt rétor és consul volt Athénben. Munkái két kivételtől eltekintve elvesztek, az egyik: „Techni rhetoriki peri prooimiou”, de ennek egy részlete szó szerinti átvét Longinosz hasonló című munkájából. A másik: „Peri tón eszkhimatiszmenón problématón”.